# Elecciones provinciales de Tucumán de 1916
Las elecciones generales de la provincia de Tucumán de 1916 tuvieron lugar el domingo 3 de diciembre del mencionado año con el objetivo de renovar la Gobernación para el período 1917-1921, por medio del sistema de Colegio Electoral. Fueron las segundas elecciones desde la instauración del sufragio secreto en el país, y la primera elección provincial en Argentina desde la juramentación de Hipólito Yrigoyen, presidente electo por medio de este sistema, el 12 de octubre del mismo año. Aunque ya se habían celebrado elecciones provinciales desde 1912, en la mayoría seguía habiendo acusaciones de fraude electoral, y se esperaba que la llegada al poder de Yrigoyen modificara el panorama. Su partido, la Unión Cívica Radical (UCR), se dividió en dos facciones antes de los comicios. Un sector "Rojo" favorable a Yrigoyen, y un sector "Azul", opositor.
El sector rojo presentó la candidatura de Juan Bautista Bascary, mientras que el azul a Pedro Gregorio Sal, el gobernante Partido Liberal, del gobernador Ernesto Padilla, presentó a Alfredo Guzmán como candidato, y el Partido Socialista se presentó, también por primera vez, liderado por Mario Bravo. Los medios especularon que solo Bascary y Guzmán tenían posibilidades serias de éxito. Finalmente, Bascary se alzó con un estrecho triunfo por voto popular y una abrumadora mayoría en el Colegio Electoral, con 32 de los 47 electores contra 15 de Guzmán. A pesar de haber obtenido porcentajes relativamente altos, ni el radicalismo azul ni el socialismo lograron representación en el Colegio, que invistió gobernador a Bascary a principios de 1917, jurando el cargo el 2 de abril. El gobernador saliente, Padilla, recibió el reconocimiento de haber facilitado elecciones limpias y una transición ordenada, a diferencia de varios de sus contemporáneos conservadores.
Bascary, que se convirtió en el primer gobernador radical de Tucumán, no pudo completar su mandato constitucional ya que la provincia fue intervenida por Yrigoyen a finales del año y, luego de una breve restitución, fue despojado del cargo en forma definitiva en 1920, mediante una segunda intervención.